# Pulau Beringin Utara
Pulau Beringin Utara is een bestuurslaag in het regentschap Ogan Komering Ulu Selatan van de provincie Zuid-Sumatra, Indonesië. Pulau Beringin Utara telt 2067 inwoners (volkstelling 2010).